# ASV Apeldoornse Boys
ASV Apeldoornse Boys is een Nederlandse amateurvoetbalclub uit Apeldoorn. 
Het eerste elftal heeft van 1918 tot 2022 zijn wedstrijden gespeeld op zondagmiddag en kwam in het seizoen 2021/22 uit in de Vierde klasse zondag. Gedurende dit seizoen heeft de vereniging gekozen om vanaf het seizoen 2022/23 naar zaterdagcompetitie over te gaan, waar zij dat seizoen uitkomen in de Vierde klasse zaterdag. 
De vereniging behoort tot de drie oudste sportverenigingen van Apeldoorn. 'De Boys' spelen sinds de jaren '20 met het 'wapen van Apeldoorn' als clubembleem, en worden in de trotse volksmond daarom 'De Wapendragers' genoemd.
De club speelt sinds eind jaren '70 van de twintigste eeuw op sportpark Malkenschoten in Apeldoorn Zuid, waar zij in het verleden vijf  velden ter beschikking had waarmee ze tot de grootste verenigingen van Apeldoorn behoorde. Later zijn er twee velden door de gemeente Apeldoorn genaast ten behoeve van de aanleg van een woonwagenkamp. In die tijd is ook besloten om op het hoofdveld kunstgras aan te leggen.
Historie
De historie van de vereniging gaat terug naar ruime vóór 1918: al voor 1913 voetbalde onder de naam 'vv Hercules'. een groepje jongens en jongemannen Zij speelden in rode shirts en witte broeken, en kwamen zo nu en dan uit in de Apeldoornsche Voetbalbond (AVB).
De wedstrijden werden veelal gespeeld op velden in de buurt van De Wormen (omgeving Ravenweg) in Apeldoorn Zuid, maar ze deelden ook  geregeld een veld met o.a. AGOSV op de boerderij 'De Westeneng' van boer Houtjes (omgeving Houtjesdorp, Westenenkenpark en de Houtstraat). Enkele 'thuiswedstrijden' werden zelfs buiten de wijk gespeeld. 
Net als in heel Nederland, kreeg de politieke beweging 'Allen Weerbaar' ook in het dorp Apeldoorn voet aan de grond. Dit resulteerde in 1913 o.a. in het oprichten van de gelijknamige voetbalvereniging 'vv Allen Weerbaar'. Zij speelde in zwart-wit gestreepte shirts en zwarte broeken.
Omdat de organisatie achter 'Allen Weerbaar' vooral de politieke agenda had om jeugdig Nederland 'weerbaar en strijdbaar' te maken tegen de onzekere situatie in Europa, bleek bij het naderen van het einde van WOI dat de neutraliteit van Nederland géén levensvatbaarheid gaf aan de politieke beweging erachter. Meerdere verenigingen in het land, waaronder 'vv Allen Weerbaar' te Apeldoorn, verloren hierdoor hun levensader en raakten in verval.
De verenigingen 'vv Hercules' en 'vv Allen Weerbaar' speelden geregeld tegen elkaar en beide groeiden in hun beste jaren uit tot verenigingen met minstens twee teams in de Apeldoornsche Voetbalbond. Eind oktober 1918 besloten de resterende leden van 'vv Allen Weerbaar' het gesprek aan te gaan met de leden van 'vv Hercules'.
Ondanks de onduidelijke oorsprong van 'vv Hercules' besloten de leden van 'vv Allen Weerbaar' zich aan te sluiten bij het 'vv Hercules' van o.a. de heren. Dekker, Veldhuis en Van Duren.
De vereniging werd hierna (pas) officieel opgericht op woensdag 23 oktober 1918 als 'vv Hercules', spelend in rode shirts, witte broeken en rode kousen.
Na het intreden van de Geldersche Voetbalbond (GVB) werd de vereniging in 1921 verzocht haar naam te veranderen, omdat er elders al een vereniging uitkwam onder de naam 'Hercules' en deze haar oorspronkelijke oprichtingsdatum wél kon bewjzen. 
De leden kozen voor de naam 'vv Apeldoornsche Boys', spelend in witte shirts, zwarte broeken en rood(gele) kousen. De keuze voor dit tenue was simpelweg te herleiden tot het beperkte budget dat de leden hadden om het geheel aan te schaffen. Witte katoenen shirts en zwarte broeken waren de meest eenvoudig te verkrijgen kledij. Men vond dat de clubkleuren toch wél in het tenue hoorde en gekleurde kousen waren te bekostigen. Enkele jaren later werden er knoopjes in de shirts gestikt waarmee het clubembleem op het shirt geklikt kon worden, en er weer afgehaald kon worden voorat het shirt gewassen werd. Aldus werd schade aan het 'dure' clubembleem voorkomen.
In het seizoen 1938/1939 werd de eerste selectie kampioen in de hoogste klasse van de GVB, waarna de promotie/degradatie poule met 'vv Eilermark' en 'sv Almelo' ruimschoots gewonnen werd door 'De Boys'. Hierna volgde naar de landelijke 2de Klasse A, destijds het tweede niveau van voetbal in Nederland.
Wegens de mobilisatie en de daaropopvolgende oorlog ging deze competitie niet door, en speelde men de noodcompetitie in Afdeling 3C met Hattem, Heerde, KHC, PEC Zwolle, Robur et Velocitas, ZAC en Zwolsche Boys.
Het volgende seizoen, 1940/1941, in de 2de Klasse Oost C, bleek te zwaar voor de gehavende Apeldoornsche Boys. In de competitie met Vitesse, Theole, VV Rheden, SCH, Robur et Velocitas, TEC Tiel, WVC en De Treffers eindigde 'De Boys' met 1 punt minder als laatste en degradeerde.
De vereniging heeft een aantal bekende namen voortgebracht. In de jaren '30 waren dat bijv. Pilip (Flip) de Jong en Wout Kuijt. Beide werden regelmatig opgeroepen voor het Nederlands elftal. De meest bekende van hen is 'Mr. Vittesse II' Edward Sturing, die na zijn actieve carrière nog steeds spelend lid is bij Apeldoornse Boys.
Ook voetballers als Peter Ressel, Peter Bosz en Frank Berghuis hebben hun jeugd doorgebracht bij 'De Boys'.

## Behaalde successen
| Seizoen   | Titel                                    |
| --------- | ---------------------------------------- |
| 1932/1933 | Kampioenschap 2de Klasse GVB, regionaal  |
| 1938/1939 | Kampioenschap 1ste Klasse GVB, regionaal |
| 1954/1955 | Kampioenschap 2de Klasse GVB, regionaal  |
| 1966/1967 | Winnaar Beker GVB                        |
| 1967/1968 | Kampioenschap 2de Klasse GVB, regionaal  |
| 1983/1984 | Kampioenschap 4de Klasse G, Oost         |
| 1989/1990 | Promotie naar 3de Klasse B, Oost         |
| 1993/1994 | Promotie naar 2de Klasse A, Oost         |
| 1994/1995 | Kampioenschap 2de Klasse A, Oost         |
| 2004/2005 | Kampioenschap 4de Klasse G, Oost         |
| 2011/2012 | Promotie naar 4de Klasse G, Oost         |
| 2017/2018 | Kampioenschap 5de Klasse F, Oost         |

## Competitieresultaten 1925–2018
| 4 4A |

| 5 4B |

| 4 4C |

| 4 4B |

| 7 4B |

| 5 4C |

| 4 4B |

| 4 4B |

| 1 4B |

| 7 3B |

| 6 3B |

| 3 3B |

| 4 3B |

| 3 3C |

| 1 3B |

| 5 C |

| 9 2C |

| 8 3E |

| 3 3E |

| 2 3E |

|  |

| 2 3G |

| 5 3E |

| 4 3E |

| 12 3D |

| 2 4D |

| 3 4D |

| 4 4D |

| 11 4E |

| 6 4D |

| 1 4D |

| 9 3B |

| 6 3B |

| 10 3C |

| 11 3C |

| 12 3C |

| 10 4D |

| 9 4G |

| 2 4G |

| 3 4G |

| 4 4G |

| 2 4G |

| 5 4G |

| 1 4G |

| 5 3B |

| 10 3B |

| 7 3B |

| 13 3B |

| 3 4G |

| 4 4G |

| 11 4G |

| 8 4G |

| 4 4G |

| 4 4G |

| 9 4G |

| 6 4G |

| 11 4G |

| 2 4G |

| 2 4G |

| 1 4G |

| 7 3B |

| 9 3B |

| 11 3B |

| 3 4G |

| 2 4G |

| 4 4G |

| 4 3B |

| 6 3B |

| 6 3B |

| 2 3B |

| 1 2A |

| 8 1D |

| 5 1E |

| 9 1E |

| 11 1E |

| 10 2J |

| 12 2J |

| 11 3B |

| 3 4G |

| 5 4G |

| 1 4G |

| 5 3B |

| 12 3B |

| 10 4G |

| 11 4G |

| 8 5G |

| 5 5G |

| 3 5G |

| 8 4G |

| 11 4G |

| 9 4G |

| 8 4G |

| 12 4G |

| 1 5F |

| - 4F |

2005: de beslissingswedstrijd om het klassekampioenschap in zondag 4G werd op 29 mei bij VV Hattem met 2-0 gewonnen van SV Zwolle.
| Eerste klasse | Tweede klasse | Derde klasse | Vierde klasse | Vijfde klasse | Noodcompetitie |

In elke staaf van de grafiek staat van boven naar beneden vermeld: 
- Eindnotering

Dit is de positie die de club heeft bereikt in de competitie, zonder eventuele beslissings-, play-off- of nacompetitiewedstrijden die nodig zijn geweest om bijvoorbeeld de kampioen van de competitie te bepalen.
Indien een * achter het getal staat is de notering een tussenstand en kan het zijn dat de notering niet overeenkomt met de uiteindelijke eindstand van de competitie.
Staat er een - dan is het seizoen nog bezig en is er geen definitieve uitslag bekend.
Staat er xx op de positie van de notering, dan heeft de club vroegtijdig de competitie verlaten. Dit kan onder andere komen door terugtrekking van het team, faillissement van de club of door een uitgedeelde straf van de KNVB. In veel gevallen staat elders in het artikel de reden vermeld.
Staat er een ? dan is het resultaat uit het verleden onbekend, en is alleen de competitie of het niveau bekend van dat seizoen.
In de seizoenen 2019/20 en 2020/21 werd wegens de coronacrisis het amateurvoetbal afgebroken. Daardoor kennen deze staven geen eindklassering (middels -- weergegeven).
- Competitieniveau en afdelingsletter of Officiële eindstand Eredivisie
  - Competitieniveau en afdelingsletter

Hierbij geeft het getal het niveau weer, dat ook terug te vinden is in de legenda. De letter is de afdelingsaanduiding en wordt gebruikt wanneer er meer afdelingen zijn op hetzelfde niveau. De afdelingsletter is altijd een hoofdletter en wordt meestal zonder nummer gebruikt.
Voorbeeld: 2F is niveau 2e klasse competitie F.
Het competitieniveau en nummer wordt niet vermeld wanneer er slechts één competitie van dit niveau was.
  - Officiële eindstand Eredivisie (getal staat tussen haakjes vermeld)

Sinds de introductie van play-offwedstrijden voor Europees voetbal na afloop van de reguliere competitie in 2005/06, is de KNVB verplicht een eindstand van de Eredivisie door te geven aan de UEFA aan de hand van deze play-offwedstrijden.
Bij deze eindstand staan clubs die zich hebben gekwalificeerd voor Europees voetbal hoger dan clubs die zich niet wisten te kwalificeren. Indien er geen verschil was tussen de eindnotering en de officiële eindstand, staat dit getal niet vermeld.

- Onderafdeling

Hier staat afgekort de naam van de onderafdeling indien de club in dat jaar in een onderafdeling uitkwam. Tevens staat deze afkorting in de legenda en wordt gelinkt naar het artikel over deze onderafdeling. Deze afkorting wordt alleen vermeld wanneer de club in het verleden in verschillende onderafdelingen heeft gespeeld. Deze vermelding is in de staaf altijd in kleine letters. Deze onderafdelingen zijn na het seizoen 1995/96 afgeschaft. Heeft de club in slechts één onderafdeling gespeeld, dan is dit alleen terug te vinden in de legenda.
Onder de staaf staat het jaartal vermeld waarin het seizoen is afgesloten. 15 verwijst naar het seizoen 2014/15 of eventueel het seizoen 1914/15.
Wanneer een staaf leeg is, zijn deze gegevens niet bekend. Het kan ook zijn dat de club dat seizoen niet heeft meegespeeld op het hogere amateurniveau, vroegtijdig de competitie heeft verlaten of uit de competitie is gezet.

In het seizoen 1944/45 was er wegens de Tweede Wereldoorlog geen regulier competitievoetbal.

## Elftallen
Bij a.s.v. Apeldoornse Boys voetballen 5 seniorenelftallen en de veteranen (voz 1)op zondag en voetbalt zowel het dameselftal (DA1), eveneens als een zaterdagelftal (ZA2), op zaterdag. Daarnaast speelt dames DA2 op doordeweekse avonden. De juniorenafdeling bestaat uit 1 JO17-elftal en 2 JO15-elftallen. De pupillenafdeling bestaat uit 2 JO13-elftallen, 4 JO11-teams en 2 JO9-teams. De allerjongste leden komen uit in de Mini League. Naast het veldvoetbal heeft Apeldoornse Boys ook 3 zaalvoetbalteams en 3 Dart teams.